# Club Life: Volume Three Stockholm
Club Life: Volume Three Stockholm es un álbum recopilatorio del disc jockey holandés Tiësto. Es la tercera entrega de la serie de álbumes Club Life en Estocolmo.

## Lista de canciones
| N.º | Título                                      | Artist                                                             | Duración |  |
| 1.  | «Paradise» (Original Mix)                   | Tiësto & Dyro                                                      | 5:29     |  |
| 2.  | «Take Me» (Original Mix)                    | Tiësto con Kyler England                                           | 6:01     |  |
| 3.  | «Compromise» (Original Mix)                 | Baggi Begovic con Tab                                              | 5:49     |  |
| 4.  | «Apollo» (Hardwell’s Club Life Edit)        | Hardwell con Amba Shephed                                          | 5:04     |  |
| 5.  | «Love and Run» (Original Mix)               | Tiësto, Mark Alston, Baggi Begovic & Jason Taylor con Teddy Geiger | 6:41     |  |
| 6.  | «Clarity» (Tiësto Remix)                    | Zedd con Foxes                                                     | 5:53     |  |
| 7.  | «Sweet Nothing» (Tiësto & Ken Loi Re-Remix) | Calvin Harris con Florence Welch                                   | 5:16     |  |
| 8.  | «I Love It» (Tiësto’s Club Life Remix)      | Icona Pop                                                          | 5:10     |  |
| 9.  | «Carried Away» (Tiësto Remix)               | Passion Pit                                                        | 4:47     |  |
| 10. | «Champ» (Original Mix)                      | Moguai                                                             | 5:30     |  |
| 11. | «If I Lose Myself» (Original Mix)           | Alesso vs. One Republic                                            | 6:51     |  |
| 12. | «Cango» (Original Mix)                      | Perali                                                             | 6:04     |  |
| 13. | «Century» (Tiësto & Moska Remix)            | Tiësto & Calvin Harris                                             | 7:39     |  |
| 14. | «Shocker» (Original Mix)                    | Tiësto & DJ Punish                                                 | 6:50     |  |
| 15. | «Back to the Acid» (Original Mix)           | Tiësto & MOTi                                                      | 5:02     |  |
| 16. | «United» (Tiësto & Blasterjaxx Remix)       | Quintino & Álvaro                                                  | 6:52     |  |